# Selzthal
Selzthal ist eine österreichische Gemeinde im Gerichtsbezirk bzw. Bezirk Liezen in der Obersteiermark mit 1498 Einwohnern (Stand 1. Jänner 2024).

## Geografie

### Geographische Lage
Selzthal liegt am Zusammenfluss von Enns und Palten in der Steiermark. Hausberg und höchste Erhebung der Gemeinde ist der 1737 m hohe Dürrenschöberl.

### Gemeindegliederung
Das Gemeindegebiet umfasst die folgenden drei Ortschaften:
- Neulassing samt Friede und Moos
- Selzthal
- Versbichl samt Melzen

### Nachbargemeinden
| Liezen  | Ardning                                     |        |
|         | Kompassrose, die auf Nachbargemeinden zeigt | Admont |
| Lassing | Rottenmann                                  |        |

## Geschichte
Das früheste Schriftzeugnis ist von 1080 und lautet „Ediltscah“. Der Name geht auf den Lokativ von altslawisch *sedlo (Sitz, Siedlung) zurück.
Die Gemeinde trägt seit 1903 den heutigen Namen, davor war sie nach dem Ort Versbichl benannt. Ursprünglich verstand man unter Selzthal nur ein paar landwirtschaftliche Gehöfte am Fuße des Hausberges, des 1738 Meter hohen Dürrnschöberls, die die ersten Bewohner beherbergten. Nach und nach kamen speziell aus dem heutigen Tschechien Arbeiter in das Tal, um Torf abzubauen, das in den umliegenden Eisenwerken als Brennstoff benötigt wurde. Erst der Bau der Kronprinz-Rudolf-Bahn um 1870 brachten den Wandel zur „Eisenbahner-Gemeinde“, als die der Ort noch heute gilt. In der Folge wuchs Selzthal zu einem Ort mit rund 2300 Einwohnern. Die Kirche der Gemeinde diente als Vorlage zum Bau der katholischen Kirche Mariä Namen im sächsischen Löbau.
Der Bahnhof Selzthal ist Bahnknotenpunkt der Schnittlinien Ost-West und Nord-Süd und wird heute durch einen Autobahn-Knoten ergänzt, was der verkehrsmäßigen Erschließung der Region zugutegekommen ist.
Viele Arbeitsplätze im Bahnhofsbereich wurden aufgegeben, was zu einem permanenten Schrumpfen der Einwohnerzahl auf knapp 1750 führte.
Selzthal gilt als günstiger Wohnort mit guter Wohnqualität am Rande der Bezirkshauptstadt Liezen, die auch das regionale Zentrum für Ausbildung und Handel darstellt.
In einer 2003 herausgegebenen Ortschronik sind alle aktuellen Daten und die historische Entwicklung des Ortes, der Wirtschaft und der Vereine nachzulesen. Besonderen Bezug von jeher gab es zu einem der größten Grundeigentümer, dem Stift Admont.
In wirtschaftlicher Hinsicht haben die ÖBB über fast ein Jahrhundert die Akzente gesetzt und nahezu alle Entwicklungen im Ort mitbeeinflusst.
Die Eisenbahnverbindung Graz↔Salzburg macht Selzthal auch zu einer wichtigen Verkehrsdrehscheibe im innerösterreichischen Schnellzugverkehr. Allerdings müssen Züge in dieser Verkehrsbeziehung im Bahnhof gestürzt werden (wenden, die Fahrtrichtung wechseln), was einen Aufenthalt bedingt. Züge zwischen Graz und Linz können weiterfahren, ohne zu wenden. Die geplante Schleife Selzthal, welche den Aufenthalt der aus Graz und nach Salzburg (und Deutschland) fahrenden Züge vermeiden sollte, wurde aufgrund von Einwohner-Einwänden bisher nicht gebaut. Das im Jänner 2024 vorgestellte Zielnetz 2040 sieht die Errichtung einer eingleisigen Schleife Selzthal inkl. Kontextmaßnahmen vor.

### Einwohnerentwicklung
Die Bevölkerungszahl sinkt seit Jahrzehnten wegen einer starken Abwanderung. Seit 2001 ist auch die Geburtenbilanz negativ.

## Kultur und Sehenswürdigkeiten

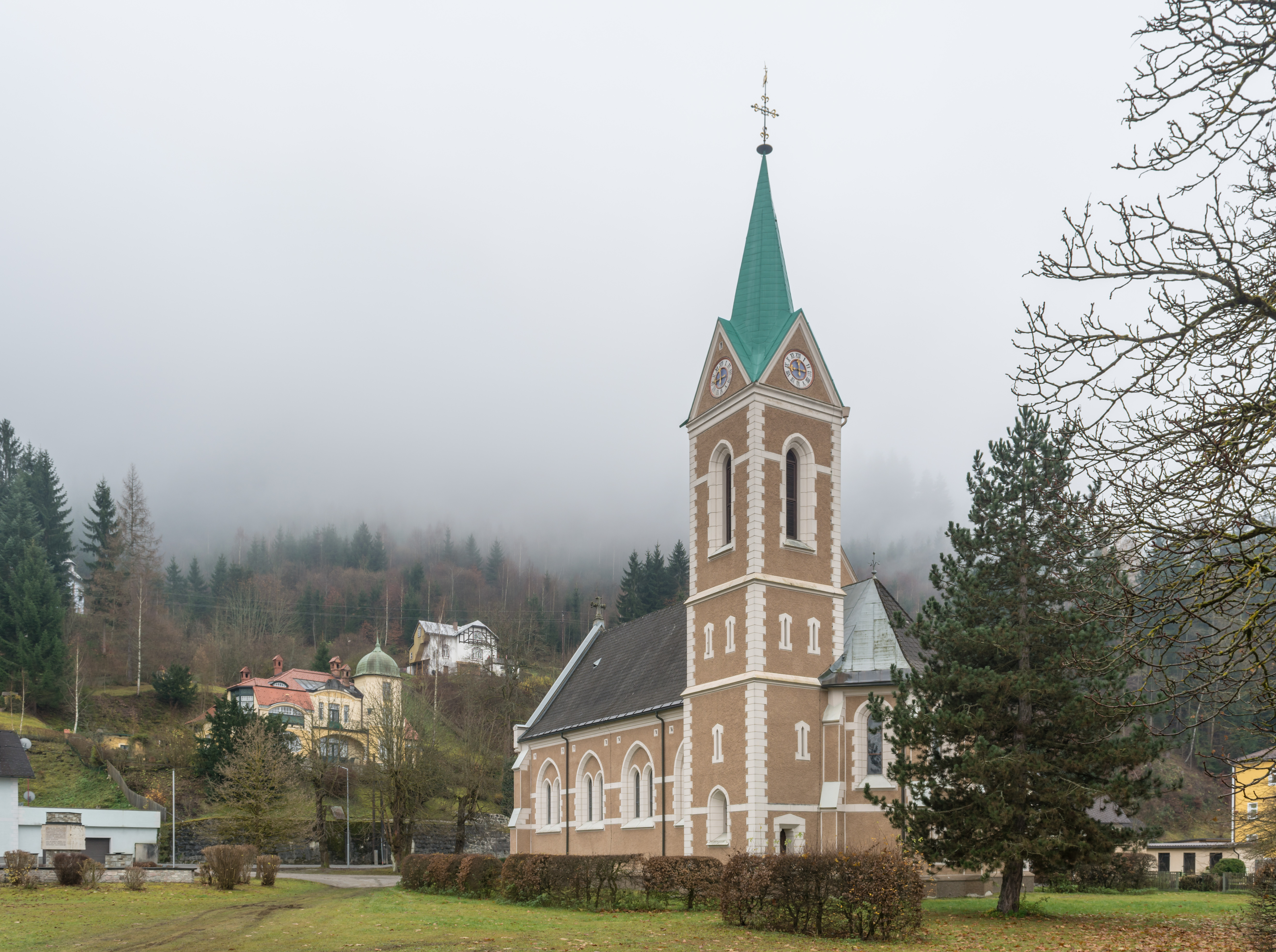
Pfarrkirche Selzthal

- Katholische Pfarrkirche Selzthal Herz Jesu
- Evangelisches Schul- und Bethaus

## Wirtschaft und Infrastruktur

### Bildung
- Kindergarten
- Volksschule
- Bücherei im Amtsgebäude

### Sport
- Freibad Selzthal: Erlebnisbad, 2002 eröffnet
- ESV Stocksportanlage: 2009 errichtete neue Halle, mehrere Bahnen und Eislaufplatz. Es werden sowohl im Sommer als auch im Winter Turniere abgehalten.
- Naturfreunde Vereinsheim: 2008–2010 errichtet, befindet sich im Sportzentrum Selzthal

## Politik

### Gemeinderat
Der Gemeinderat hat 15 Mitglieder.
- Mit den Gemeinderatswahlen in der Steiermark 2000 hatte der Gemeinderat folgende Verteilung: 13 SPÖ, 1 Unabhängige Bürgerliste Selzthal, und 1 FPÖ.
- Mit den Gemeinderatswahlen in der Steiermark 2005 hatte der Gemeinderat folgende Verteilung: 13 SPÖ und 2 ÖVP.[5]
- Mit den Gemeinderatswahlen in der Steiermark 2010 hatte der Gemeinderat folgende Verteilung: 13 SPÖ und 2 ÖVP.[6]
- Mit den Gemeinderatswahlen in der Steiermark 2015 hatte der Gemeinderat folgende Verteilung: 12 SPÖ und 3 ÖVP.[7]
- Mit den Gemeinderatswahlen in der Steiermark 2020 hatte der Gemeinderat folgende Verteilung: 8 ÖVP und 7 SPÖ.[8]
- Mit den Gemeinderatswahlen in der Steiermark 2025 hat der Gemeinderat folgende Verteilung: 13 SPÖ und 2 ÖVP.[9]

### Bürgermeister
- 1945 Engelbert Mitteregger
- 1945–1965 Franz Meixner
- 1965–1989 Ernst Schmollngruber (SPÖ)
- 1989–200x Egon Sinzinger (SPÖ)
- 200x–2015 Alois Eckmann (SPÖ)
- 2015–2020 Gernot Hejlik (SPÖ)[10]
- 2020–2024 Hannes Mitterhauser (ÖVP)
- seit 2024 Andrea Freisinger (SPÖ)

### Wappen
Die Verleihung des Gemeindewappens erfolgte mit Wirkung vom 1. August 2003.
Wappenbeschreibung: Über schwarzem Schildfuß mit silbernem Spatenblatt ein vom schwarzen Spatenstiel gespaltenes silbernes Feld, darin vorne ein rotes Flugrad, hinten eine rote Raute mit aufgelegtem silbernem Herzen, dieses silbern brennend und von einem Dornenkranz umwunden.

## Persönlichkeiten

### Ehrenbürger der Gemeinde
- 1989: Ernst Schmollngruber († 2021), Bürgermeister von Selzthal 1965–1989[12]

### Söhne und Töchter der Gemeinde
- Heribert Gram (1909–1983), Politiker der ÖVP, Abgeordneter zum Nationalrat
- Helmut Mezler-Andelberg (1923–2002), Historiker
- Hermann Ritzinger (1934–2002), Politiker
- Hartwig Löger (* 1965), Finanzminister (2017–2019), ab 22. Mai 2019 Vizekanzler und ab 28. Mai bis 3. Juni 2019 interimistisch Bundeskanzler der Republik Österreich.